# Дубины (Ровненский район)
Дубины (укр. Дубини) — село в Острожской городской общине Ровненского района Ровненской области Украины.
До 2020 года входило в Острожский район.
Население по переписи 2001 года составляло 52 человека. Почтовый индекс — 35824. Телефонный код — 3654. Код КОАТУУ — 5624288005.